# La Roche-Jaudy
La Roche-Jaudy es una comuna nueva francesa situada en el departamento de Costas de Armor, de la región de Bretaña.

## Historia
Fue creada el 1 de enero de 2019, en aplicación de una resolución del prefecto de Costas de Armor de 29 de octubre de 2018 con la unión de las comunas de Hengoat, La Roche-Derrien, Pommerit-Jaudy y Pouldouran, pasando a estar el ayuntamiento en la antigua comuna de La Roche-Derrien.

## Demografía
Según los datos aportados en la resolución del prefecto de Costas de Armor, la comuna se crea con 3207 habitantes.

## Composición
| Comuna fusionada | Código INSEE | Población (2014) | Superficie (km²) | Densidad (hab./km²) |
| ---------------- | ------------ | ---------------- | ---------------- | ------------------- |
| Hengoat          | 22078        | 218              | 6.19             | 35                  |
| La Roche-Derrien | 22264        | 1032             | 1.84             | 561                 |
| Pommerit-Jaudy   | 22247        | 1248             | 20.37            | 61                  |
| Pouldouran       | 22253        | 163              | 1.02             | 160                 |